# 김영수 (1884년)
김영수(金映遂, 일본식 이름: 陽村包光 또는 陽村映遂, 1884년 ~ 1967년 1월 10일)는 한국의 승려 출신 불교학자이다. 영수는 법명이며 호는 포광(包光)이다.

## 생애
경상남도 함양군에서 태어났다. 속성은 김해 김씨이며 어릴 때 이름은 김창진(金昌辰)이었다. 12세가 된 1895년에 함양 영원사에서 출가하여 불교 승려가 되었다. 불교철학을 공부하여 1906년부터는 영원사에서 학생들을 가르쳤고, 1913년에는 남원 실상사 주지에 취임했다.
1918년 불교계가 세운 불교중앙학림의 교수로 임명되어 능엄경과 불교사 등의 강의를 담당했다. 1919년에 3·1 운동이 일어나면서 대한민국 임시정부가 상하이에 설립되었다. 불교계에서는 대표를 뽑아 임시정부에 파견했는데, 이때 김영수가 대표로 염출한 독립운동 자금을 임시정부에 전달했다. 1920년에는 함양의 법화사 주지가 되기도 했다.
그러나 40세가 되던 1923년에 돌연 남원 출신의 여성과 결혼을 하면서 승복은 벗었다. 이후 1927년에 불교전수학교 교원이 되었고, 1931년에 이 학교가 승격된 중앙불교전문학교의 교장에 올랐다.
1937년 중일 전쟁이 발발한 직후에 경성부 지역의 사찰과 포교당이 연합하여 '대일본제국 방도영창 무운장구의 기원 법요'라는 시국 행사를 열고 강연회를 가졌다. 이때 김영수는 연사로 초청되어 〈동양 평화의 정신〉이라는 제목으로 강연을 했다. 강연 내용은 백인종의 침략 위협에서 황인종을 보호하기 위해 일본이 분연히 나선 것으로 중일 전쟁의 배경을 풀이하면서, 동양 평화의 정신을 위해 남녀노소가 돌진해야 한다는 선동적인 것이었다.
이후로도 종교 보국이라는 명목하에 친일 강연에 참여하고 친일 시사문을 남겼으며, 1943년부터는 순천 선암사 주지를 지내면서 불교계가 두 번째로 일본군에 바칠 비행기 대금을 위해 1,789원을 모금해 총본산에 헌납한 일도 있다.
1945년에 일본이 태평양 전쟁에서 패망하자 전쟁 말기에 문을 닫았던 혜화전문학교도 복교되었다. 김영수는 곧바로 혜화전문학교 교수로 취임했고, 1948년에는 이 학교의 후신인 동국대학교의 초대 학장에 올랐다. 한국 전쟁 이후로는 전북 지역에 머물면서 전북대학교와 원광대학교에서 강의를 하며 불교학 연구에 몰두했다.
저서로는 《불교요의》, 《해인사지》, 《실상사지》, 《금상사지》, 《국역금강반양경》 등이 있고, 1984년에 원광대학교에서 김영수가 발표한 논문 및 불전 등을 묶어 《한국 불교사상 논고》라는 책을 출판했다.

## 사후
김영수는 학식이 깊고 성품도 인자하여 제자들과 후학들로부터 존경 받았다. 불교학자인 노권용이 "화엄학의 태두, 유식학과 인명논리학의 대가"로 평한 바 있다.
2008년 민족문제연구소가 발표한 친일인명사전 수록예정자 명단 종교 부문에 선정되었다.

## 같이 보기
- 선암사

## 참고 자료
- 임혜봉 (2005년 3월 1일). 〈김영수 : 불교학의 대가로 존경받는 학승의 항일과 친일〉. 《친일 승려 108인》. 서울: 청년사. 407~413쪽쪽. ISBN 9788972783848.
- 노규현 외 (지은이); 불교와문화 편집부 (엮은이) (2003). 〈포광 김영수 - 근대 한국 불교학의 오아시스 (노권용)〉. 《세속에 핀 연꽃 - 한국불교를 빛낸 25인의 재가열전》. 서울: 대한불교진흥원 출판부. 2007년 7월 17일에 원본 문서에서 보존된 문서. 2008년 3월 13일에 확인함.